# Luché-Pringé
Luché-Pringé là một xã thuộc tỉnh Sarthe trong vùng Pays-de-la-Loire tây bắc nước Pháp. Xã này nằm ở khu vực có độ cao từ 28-109 mét trên mực nước biển.